# Швейцарская экспедиция на Джомолунгму (1952)
Швейцарская экспедиция на Джомолунгму 1952 — экспедиция группы альпинистов из Швейцарии в Гималаи с целью максимального продвижения к вершине Эвереста. Организована «Швейцарским фондом для альпинистских исследований».

## Предпосылки
Открытие Непалом возможности путешествий по стране европейцам прекратило 30-летнюю монополию британцев по возможности достижения высочайшего пика мира. Этим воспользовались альпинисты из Швейцарии под руководством доктора медицины Эдуарда Висс-Дюнана.
В 1951 году британско-новозеландская экспедиция под руководством Эрика Шиптона поднялась на ледопад Кхумбу и достигла Западного цирка, доказав, что на Эверест можно подняться из Непала.
Основными целями экспедиции были поиск прохода через ледопад Кхумбу, поиск пути к Южному седлу и попытка достижения этого перевала.

## Экспедиция
В состав экспедиции входили:
- врач экспедиции Габриель Шевалье из Бекса.
- руководитель альпинистской группы — женевец Рене Диттер.

альпинисты:
- Раймон Ламбер
- Жан Жако Аспер
- Рене Оберт
- Леон Флори
- Эрнст Хофштеттер
- Андрэ Рош

научная группа:
- геолог, профессор, доктор Альберт Ломбард
- ботаник Альберт Циммерман
- этнограф госпожа Маргарита Лобзигер-Делленбах

Большинство из членов экспедиции принадлежали к эксклюзивному альпинистскому клубу «L’Androsace» и хорошо знали друг друга. Город и кантон Женева оказали моральную и финансовую поддержку экспедиции, а Женевский университет предоставил научный контингент.
29 марта экспедиция со 165 местными носильщиками, нёсшими более 5 тонн груза, и 20 шерпами, возглавляемыми сирдаром Тенцингом Норгеем, покинула Катманду. В Намче-Базаре носильщики из Катманду были заменены местными высотными носильщиками.
23 апреля на правом (западном) берегу на ледника Кхумбу на высоте 5050 метров был установлен базовый лагерь.
25 апреля участники восхождения разбили первый высотный лагерь на высоте около 5300 метров. Второй лагерь был установлен на маленькой площадке между трещинами на леднике Кхумбу (5600 м). Добравшись до большой поперечной трещины, на которой потерпела неудачу экспедиция Шиптона в 1951 году, Жан Жако Аспер методом маятника попытался перебраться через неё. Потерпев неудачу он спустился на 15 метров вниз, перешёл к противоположной стороне, сделал ступени и поднялся на противоположную сторону. Сделав верёвочную переправу можно было начать переносить груз, и на высоте 5900 метров был установлен лагерь 3. Челночным ходом был перенесён груз из первого лагеря во второй, и из второго в третий.
Четвертый лагерь был установлен в Западном цирке на высоте 6400, пятый — на 400 метров выше, у подножия склона Лхоцзе, относительно «Женевского» скального ребра на высоте около 7400 метров был оборудован материальный склад. Это произошло 21 мая, но плохая погода задержала экспедицию, и к Южному седлу выход состоялся только 25 числа. Группа состояла из Обера, Флори, Ламбера и Тенцинга с шестью шерпами. В 19:30 было принято решение остановиться на высоте 7800, в спрессованном снеге было установлено 2 палатки с целью ночлега, но спальные мешки были не у всех.
26 мая было достигнуто Южное седло, где разбили шестой лагерь.
27 мая две связки из двух человек перешли через Южное седло к подножию юго-восточного гребня Эвереста и поднялись слева, по южному склону, через широкий кулуар и ступенчатые скалы к гребню. На высоте 8230 метров было найдено удобное место для штурмового лагеря 7, где разместили только одну палатку — без спальных мешков и без примуса. Тенцинг предложил одной связке остаться для выхода на следующий день на вершину. Обер и Флори спустились в лагерь 6, а Ламбер и Тенцинг остались. Ночь прошла в жажде — приходилось добывать воду из снега, растапливая его на свече.
На рассвете 28 мая Ламбер и Тенцинг выдвинулись в сторону вершины. Подъем через юго-восточный гребень в средней его части достаточно технически прост, однако несовершенство кислородных баллонов, туман и усталость делали передвижение альпинистов медленным. Иногда передвигаясь на четвереньках к 13:30 они достигли высоты 8595 метров. Не имея ни времени, ни сил, пара развернулась, и пройдя мимо 7 лагеря, Ламбер и Тенцинг дошли до Южного седла, где их встретили Обер и Флори, и все дошли до лагеря 6.
29 мая вся группа начала спуск к пятому лагерю, и на высоте 7600 им на встречу попались Диттер, Шевалье, Аспер, Хофшеттер и Рош с пятью шерпами. Вторая группа добравшись до шестого лагеря отправила трёх шерпов обратно вниз, и в течение 30 и 31 мая пережидала бурю. Непогода и высота истощили альпинистов, и они с трудом начали спуск. 5 июня все собрались в базовом лагере, и начавшийся сезон мусонов положил конец этой части экспедиции.

## Результаты
Основным достижением экспедиции было взятие рекордной высоты 8595 метров. Если предположить, что Джордж Мэллори и Эндрю Ирвин не достигли более высокой точки во время своей экспедиции в 1924 году, то это был самый высокий подъём человека того времени.
Не менее важным было то, что с первой попытки был открыт новый маршрут к вершине и дано название Женевскому ребру.
Опыт Тенцинга был полезен при его участии в британской экспедиции в 1953 году, во время которой он достиг вершины с Эдмундом Хиллари. Кроме того, Хиллари и Тенцинг видели остатки седьмого лагеря, и Хиллари вспоминал, что «невероятно одинокое зрелище, потрепанный каркас палатки, которую Тенцинг и Ламберт из Швейцарской экспедиции в 1952 году разбили более года назад и где они провели чрезвычайно неудобную ночь без еды, без питья и без спальных мешков. Какой же крепкой парой они были, но, возможно, не очень хорошо организованной».

## Осенняя экспедиция
Осенью 1952 года, после сезона муссонов, была проведена вторая швейцарская экспедиция. Осенняя экспедиция была назначена только в июне, так что вторая группа прибыла на место слишком поздно, когда в горах бушевали зимние ветры. Находясь в ужасных условиях дискомфорта и напряжения, группа на смогла приблизиться к вершине на расстояние подъёма (Хант решил, что если британская экспедиция 1953 года потерпит неудачу, они также сделают еще одну попытку после муссонов).
Тем не менее результатами осеннего похода стали: восхождение на Юго-западный гребень Эвереста до высоты 8100 метров, исследование ледника Лхоцзе и получение важных метеорологических результатов, фото и видеосъемка.